# Genetic Information Nondiscrimination Act
Il Genetic Information Nondiscrimination Act (anche detto GINA) è una legge adottata dal Congresso degli Stati Uniti che proibisce l'utilizzo di informazioni genetiche nell'assicurazione sanitaria e nel contratto di lavoro. Essa vieta di negare la copertura sanitaria ad un individuo sano o di imporgli costi più elevati esclusivamente sulla base di una predisposizione genetica allo sviluppo di una malattia. Vieta inoltre ai datori di lavoro di servirsi di informazioni genetiche di un individuo per assumere, licenziare, trasferire o promuovere il dipendente. Il senatore Ted Kennedy l'ha definita 'il primo nuovo importante progetto di legge per i diritti civili del nuovo secolo'. La legge contiene emendamenti all'Employee Retirement Income Security del 1974 ed all'Internal Revenue Code del 1986.
Il decreto è passato all'unanimità in Senato (95 a 0), e all'unanimità meno un voto, quello del senatore Ron Paul, alla Camera dei rappresentanti il 24 aprile 2008.